# Oldekerk
Oldekerk, dialekt groningski Ollekerk – wieś w Holandii, w prowincji Groningen, w gminie Grootegast. Do 1990 roku Oldekerk stanowiło osobną gminę.